# CD Tenerife
Club Deportivo Tenerife är en spansk fotbollsklubb från ön Teneriffa, Kanarieöarna. Laget spelar sina hemmamatcher i Santa Cruz på Stadion Heliodoro Rodriguez Lopez som har plats för 24 000 åskådare.

## Historia
Klubben grundades 1912 som Tenerife Sporting Club men laget ändrade år 1922 namn till Club Deportivo Tenerife.
Klubben har under större delen av sin historia spelat i Segunda Division men har även spelat totalt 13 säsonger i La Liga. Under 1990-talet upplevde klubben sin hittills mest framgångsrika period, mellan 1989 och 1999 spelade man i La Liga där man som bäst slutade femma säsongerna 1992/1993 respektive 1995/1996. 1994 tog man sig till semifinal i Copa del Rey, klubbens hittills bästa placering i cupen och 1996/97 gick man till semifinal i dagens Europa League, där man till slut fick se sig besegrade av Schalke 04 som sedan vann turneringen, 1999 blev man dock nedflyttad till Segunda Division. Säsongen 2001/2002 återkom klubben till La Liga men blev återigen nedflyttade till Segunda División efter endast en säsong i högsta ligan då man slutat näst sist i Primera División. Efter säsongen 2008/2009 gick Tenerife återigen upp i Primeira División, men åkte ut 2009/2010. 2010/2011 åkte de också ur Segunda División, men från och med säsongen 2013/2014 ligger de i Segunda División igen. Klubben har varit nära vid flera tillfällen att gå upp till första divisionen men har snubblat på målsnöret gång efter gång.

## Berömda spelare som spelat/spelar i klubben
- Christian Bassedas
- Pablo Paz
- Fernando Redondo
- André Luiz Moreira
- Daniel Ngom Kome
- Roy Makaay
- José del Solar
- Tomasz Frankowski
- Domingos
- Albert Ferrer
- Luis García
- Mista
- Juan Antonio Pizzi
- Bengt Andersson
- Robert Enke
- Marc Bertrán Vilanova
- Nino